# Yeisson Casallas
Casallas  Rincón est un nom espagnol. Le premier nom de famille, en général paternel, est Casallas ; le second, en général maternel, souvent omis, est Rincón.
Yeisson Casallas, né le 7 février 2000 à Tibaná, est un coureur cycliste colombien.

## Biographie
Yeisson Casallas est originaire de Tibaná, une localité située dans le département de Boyacá,. Il commence le cyclisme durant son enfance sur ses terres natales. 
En 2016, il remporte le Tour de Colombie dans la catégorie cadet (moins de 17 ans). Deux ans plus tard, il participe à quelques compétitions en Espagne, avec le club Bathco. Sous les couleurs de cette formation, il triomphe sur une course par étapes cantabre réservée aux juniors (moins de 19 ans). Il intègre ensuite la nouvelle équipe Colombia Tierra de Atletas-GW Bicicletas en 2020. 
Lors de la saison 2021, il se distingue en gagnant la Vuelta a Boyacá, une épreuve par étapes colombienne. Il brille également sur le continent européen en terminant huitième du Giro del Medio Brenta. L'année suivante, il remporte la première étape du Tour de Colombie des moins de 23 ans. Il finit par ailleurs quatrième du championnat de Colombie espoirs, ou encore quinzième du Tour des Apennins. 

## Palmarès et résultats

### Palmarès par année
- 2015
  - 2e étape de la Vuelta del Futuro de Colombia
- 2016
  - Vuelta del Futuro de Colombia :
    - Classement général
    - 2e (contre-la-montre) et 4e étapes
- 2019
  - 3e étape de la Clásica Club Deportivo Boyacá (contre-la-montre)
- 2021
  - Vuelta a Boyacá :
    - Classement général
    - 1re étape

  - 2e de la Vuelta a Nariño
- 2022
  - 1re étape du Tour de Colombie des moins de 23 ans
  - Prologue de la Vuelta a Boyacá
- 2023
  - 3e étape du Clásico RCN
- 2024
  - 2e étape de la Vuelta a Boyacá
  - 3e de la Clásica de Fusagasugá

### Classements mondiaux
| Année                                 | 2020  | 2021 | 2022  | 2023 | 2024  |
| ------------------------------------- | ----- | ---- | ----- | ---- | ----- |
| Classement mondial                    | 1977e | nc   | 1749e | nc   | 2752e |
| UCI America Tour                      | 190e  | nc   | 266e  | nc   | nc    |
|                                       |       |      |       |      |       |
| Légende : nc = non classéSource : UCI |       |      |       |      |       |